# Klin (Delaware)

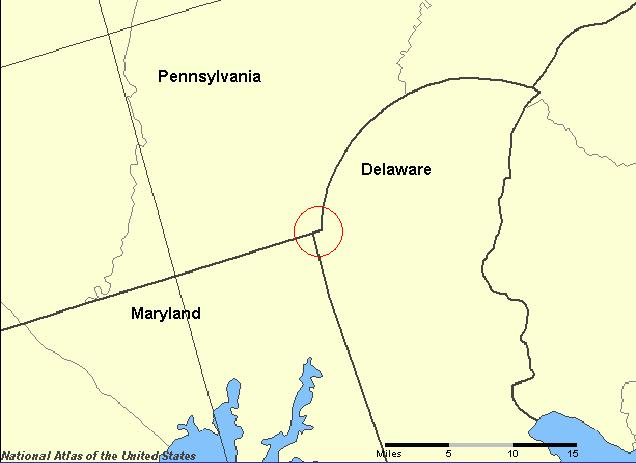
Klin zaznaczony kółkiem

Klin Delaware to niewielki obszar (ok. 3 km²), leżący w stanie Delaware w pobliżu zbiegu granic stanów Maryland i Pensylwania. Na skutek problemów wiążących się z osiemnastowiecznymi technikami pomiarowymi stał się on przedmiotem ciągnącego się wiele lat sporu pomiędzy otaczającymi go stanami, rozstrzygniętego na korzyść Delaware dopiero w 1921.
Północną granicą klina jest równoleżnikowa część Linii Masona-Dixona, zachodnią – południkowa część tej linii (tzw. „Linia Północna”), zaś od południowego wschodu ogranicza go Dwunastomilowy łuk.

## Historia
Statut Prowincji Maryland z 1632 przyznawał rodzinie Calvertów prawo do części półwyspu, znanego obecnie jako Delmarva, leżącej na północ od szerokości geograficznej Watkins Point aż do szerokości geograficznej 40°. W granicach tego terytorium znajdowały się osady holenderskie i szwedzkie, leżące nad rzeką Delaware lub nad zatoką, o tej samej nazwie. Korona domagała się ich usunięcia, jednak Calvertowie tego nie uczynili.
W 1664, Książę Yorku, brat króla Karola II, późniejszy król Jakub II Stuart podbił Nową Holandię i usunął obce osadnictwo. Korona uznała jednak, że tak uzyskane tereny nie należą się Calvertom i postanowiła ustanowić na nich nową kolonię.
W 1681 William Penn uzyskał od króla statut dla nowej kolonii – Pensylwanii. Jej wschodnią granicą miała być rzeka Delaware, a południową – równoleżnik 40°. Wyłączono z niej jednak ziemie leżące w promieniu 12 mil od miasta New Castle. Jako że New Castle leży aż 25 mil na południe od równoleżnika 40° należy uznać wytyczenie granic w statucie Pensylwanii za jedną, wielką pomyłkę. Rodzina Pennów, w późniejszym czasie, uzyskała od Księcia Yorku także tereny wokół New Castle i nad zatoką Delaware, zajmowane obecnie przez stan o tej samej nazwie.
Już po założeniu Filadelfii Pennowie odkryli, że w istocie leży ona na południe od równoleżnika 40°. Zgłosili więc pretensje do terenów leżących formalnie w Marylandzie, ale jeszcze nie zasiedlonych. Zadanie ułatwili im Calvertowie, którzy nie zabezpieczyli swojej własności poprzez demarkację granicy.
W 1701 dwóch geodetów: Isaac Taylor z ramienia hrabstwa West Chester i Thomas Pierson z ramienia hrabstwa New Castle podjęło się wytyczenia Dwunastomilowego łuku, mierzącego 120°. Popełnili oni wiele błędów, przez co wyznaczony przez nich łuk, był w istocie nieregularną linią krzywą.

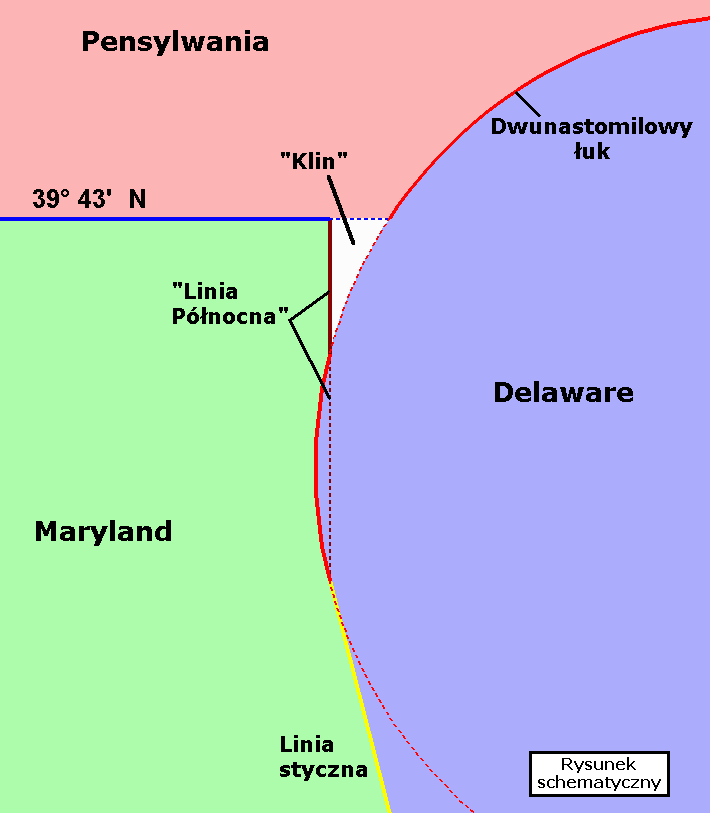
Schemat przedstawiający, jak doszło do powstania Klina

Spór pomiędzy Pennami i Calvertami przybrał na sile, a nawet przerodził się w konflikt zbrojny (Wojna Cresapa). Zakończyła go Korona w 1760 ustanawiając następujące granice:
- Granica pomiędzy Pensylwanią a Marylandem:
  - Równoleżnik położony 15 mil na południe od południowego krańca Filadelfii, tj. około 39° 43' szerokości geograficznej północnej
- Granica pomiędzy Delaware a Marylandem:
  - Wzdłuż istniejącej Linii Transpółwyspowej od Oceanu Atlantyckiego do punktu, dzielącego ją na pół.
  - Łuk wyznaczony przez dwunastomilowy promień ze środkiem w mieście New Castle.
  - Linia styczna do owego łuku, poprowadzona przez punkt dzielący Linię Transpółwyspową na pół.
  - „Linia Północna” poprowadzona od punktu styczności na północ, wzdłuż południka, aż do granicy Marylandu z Pensylwanią.
  - W razie gdyby za „Linią Północną” pozostało terytorium leżące w promieniu 12 mil od New Castle – miało ono pozostać w Delaware.

Demarkację granic powierzono dwóm astronomom: Charlsowi Masonowi i Jeremiah Dixonowi. Od ich nazwisk granicę tę nazwano Linią Masona-Dixona. Po demarkacji granic okazało się, iż pomiędzy Dwunastomilowym łukiem, równoleżnikiem 39° 43' i Linią Północną znajduje się niewielki obszar, zwany odtąd „Klinem”. Jego północna granica ma zaledwie 1,25 km długości, zaś zachodnia – 4,8 km.
Wschodnią granicą stanu Maryland była Linia Północna, a więc nie miał on praw do Klina. Dopóki zaś zarówno Delaware, jak i Pensylwania były w rękach Pennów, ustalenie przynależności Klina nie było konieczne. Zmiana tej sytuacji nastąpiła, gdy stały się one odrębnymi stanami.
- Pensylwania oparła swoje pretensje do Klina na ustaleniach kompromisu z 1760, kiedy to za granicę Delaware uznano Dwunastomilowy łuk. Jako że Klin leżał poza nim, a także za Linią Masona-Dixona, wyznaczającą granicę Marylandu, dla Pensylwańczyków było oczywiste, iż należy on do trzeciego ze stanów, czyli Pensylwanii.
- Delaware podnosiło jednak, że granica Pensylwanii miała przebiegać początkowo wzdłuż równoleżnika 40°, potem zaś 39° 43'. Klin położony jest zaś na południe od tych równoleżników. Nie może więc należeć do Pensylwanii. Ponadto, Linia Północna jest jedynie przedłużeniem linii stycznej, wyznaczającej granicę między Delaware i Marylandem, a więc także ją należy traktować jako granicę między tymi dwoma stanami.

Logicznie rzecz biorąc, Klin bardziej pasuje geometrycznie do Delaware, niż do Pensylwanii. W tym drugim przypadku „wcinałby się” wąskim pasem ziemi pomiędzy dwa inne stany. Jurysdykcję nad tym obszarem przywłaszczyło więc sobie Delaware.
W 1849 Podpułkownik J. D. Graham z Korpusu Topograficznego Armii USA przeprowadził ponowną demarkację granicy Marylandu i Dwunastomilowego łuku. Opierając się na jego pracy Pensylwania ponownie zgłosiła pretensje do Klina, ale zostały one zignorowane przez Delaware. W 1892 linia będąca prostym przedłużeniem granicy między Marylandem a Pensylwanią została oficjalnie uznana przez Urząd Pomiarów Wybrzeży i Geodezyjnych za granicę Delaware. W 1921 Pensylwania ostatecznie zgodziła się na taki przebieg granicy.